# Ryan Shannon
Ryan Patrick Shannon (* 2. März 1983 in Darien, Connecticut) ist ein ehemaliger US-amerikanischer Eishockeyspieler, der im Verlauf seiner aktiven Karriere zwischen 2001 und 2017 unter anderem 318 Spiele für die Anaheim Ducks, Vancouver Canucks, Ottawa Senators und Tampa Bay Lightning in der National Hockey League auf der Position des Centers bestritten hat. Seinen größten Karriereerfolg feierte Shannon in Diensten der Anaheim Ducks mit dem Gewinn des Stanley Cups im Jahr 2007.

## Karriere

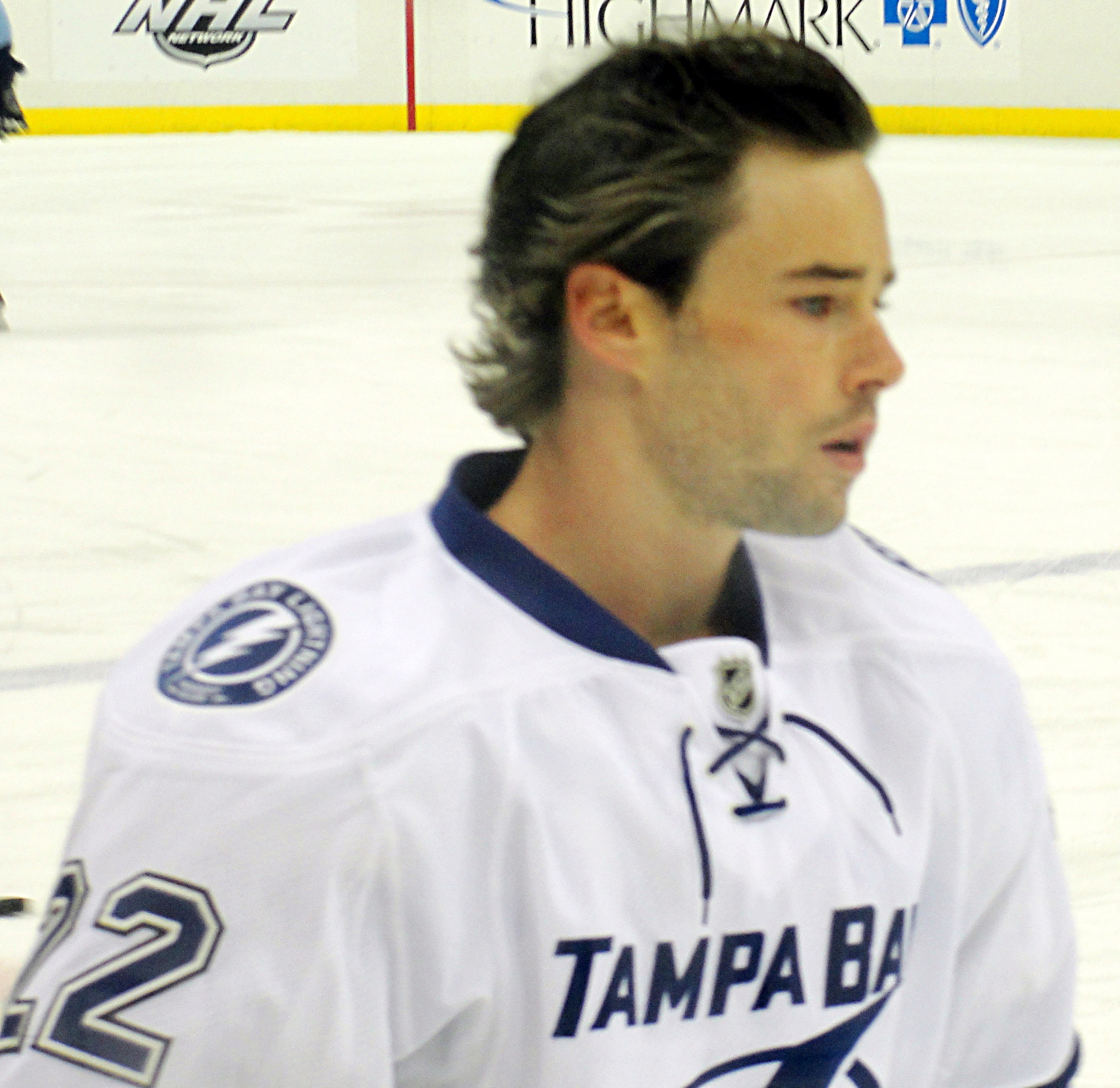
Shannon im Trikot der Tampa Bay Lightning

Der 1,75 m große Center begann seine Karriere im Team des Boston College im Ligabetrieb der National Collegiate Athletic Association, bevor er am 28. November 2005 als Free Agent von den Mighty Ducks of Anaheim verpflichtet wurde.
Zum Ende seiner College-Zeit absolvierte Shannon seine ersten Spiele als Profi beim damaligen Farmteam der Ducks, den Cincinnati Mighty Ducks. Ab der Saison 2005/06 stand er dann für die Portland Pirates in der American Hockey League auf dem Eis, während der Saison 2006/07 wurde er in den NHL-Kader der Ducks berufen, für die er am 6. Oktober 2006 gegen die Los Angeles Kings sein erstes Spiel bestritt. Gegen die Kings erzielte er knapp zwei Wochen später auch sein erstes Tor sowie seinen ersten Assist in der höchsten nordamerikanischen Profiliga. Am Ende der Saison gewann er mit den Ducks den Stanley Cup und wechselte danach zu den Vancouver Canucks. Bei den Canucks blieb Shannon jedoch nur eine Saison, da er einen Monat vor Beginn der Saison 2008/09 für Lawrence Nycholat an die Ottawa Senators abgegeben wurde.
Am 7. Juli 2011 unterzeichnete Shannon einen Kontrakt für ein Jahr bei den Tampa Bay Lightning. Am 21. Mai 2012 wurde Ryan Shannon von den ZSC Lions für drei Jahre verpflichtet. Im Januar 2015 wurde sein Arbeitspapier vom ZSC bis zum Ende der Saison 2016/17 verlängert. Mitte Februar 2017 gab Shannon bekannt, seine Spielerkarriere mit Ablauf der Saison 2016/17 zu beenden, um fortan als Trainer an der Taft School (US-Bundesstaat Connecticut), die er einst selbst besuchte, zu arbeiten.

## Erfolge und Auszeichnungen
| - 2004 Hockey East First All-Star Team - 2004 NCAA East Second All-American Team - 2006 Teilnahme am AHL All-Star Classic | - 2006 AHL All-Rookie Team - 2007 Stanley-Cup-Gewinn mit den Anaheim Ducks - 2014 Schweizer Meister mit den ZSC Lions |

## Karrierestatistik

### International
Vertrat die USA bei:
- U20-Junioren-Weltmeisterschaft 2003
- Weltmeisterschaft 2009
- Weltmeisterschaft 2011

(Legende zur Spielerstatistik: Sp oder GP = absolvierte Spiele; T oder G = erzielte Tore; V oder A = erzielte Assists; Pkt oder Pts = erzielte Scorerpunkte; SM oder PIM = erhaltene Strafminuten; +/− = Plus/Minus-Bilanz; PP = erzielte Überzahltore; SH = erzielte Unterzahltore; GW = erzielte Siegtore; 1 Play-downs/Relegation; Kursiv: Statistik nicht vollständig)